# Wladimir Köppen
Wladimir Peter Köppen (San Pietroburgo, 25 settembre 1846 – Graz, 22 giugno 1940) è stato un geografo, botanico e climatologo tedesco, nato in Russia (nome russo Владимир Петрович Кёппен, Vladimir Petrovič Këppen, Kjoppen o Köppen secondo l'usanza dei russo-tedeschi).
È assai noto in campo climatologico poiché padre dell'omonima classificazione dei vari climi in base alle loro caratteristiche peculiari.

## Biografia

### Famiglia ed educazione
Il nonno paterno di Köppen apparteneva alla schiera di medici tedeschi che erano stati invitati alla corte russa dall'imperatrice Caterina II per migliorare le condizioni igieniche nelle province e in seguito divenne un medico personale dello zar. Suo padre, Peter Köppen, fu un noto geografo, storico ed etnografo delle antiche culture russe e contribuì in modo decisivo allo scambio intellettuale tra gli slavisti occidentali e gli scienziati russi.
Wladimir frequentò le scuole superiori a Simferopoli in Crimea e iniziò a studiare botanica all'Università di San Pietroburgo nel 1864. Viaggiava frequentemente tra la Crimea e San Pietroburgo; la grande biodiversità della penisola di Crimea e i forti contrasti climatici tra questa e la Russia centrosettentrionale furono la causa del suo interessamento tra clima e ambiente naturale. Nel 1867 si trasferì all'Università di Heidelberg e discusse la tesi di dottorato all'Università di Lipsia nel 1870, riguardo agli effetti della temperatura sulla crescita delle piante.

### Carriera

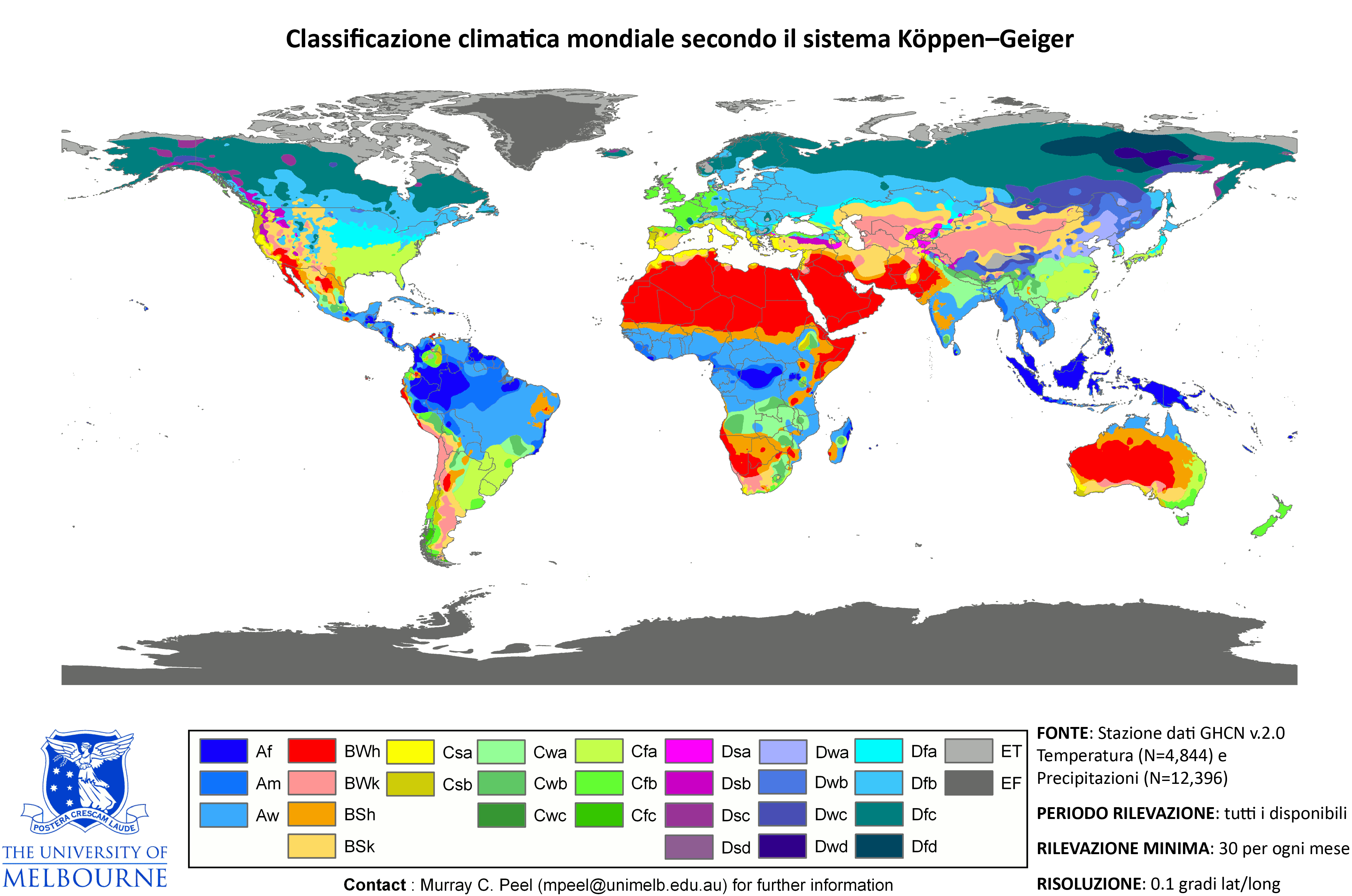
Carta climatica secondo il sistema di Köppen-Geiger

Tra il 1872 e il 1873 Köppen fu impiegato nel servizio meteorologico russo. Nel 1875 tornò in Germania e divenne il capo della nuova Divisione di Meteorologia Marina dell'Osservatorio navale tedesco (Deutsche Seewarte) ad Amburgo. Qui divenne responsabile per stabilire un servizio di previsioni meteorologiche per la Germania nordoccidentale e le contigue aree marine. Dopo quattro anni di servizio, lasciò l'ufficio meteorologico e si dedicò completamente alla ricerca pura.
Köppen dedicò gran parte della sua vita al problema della classificazione dei climi. Si servì di palloni sonda meteorologici per raccogliere dati dagli strati superiori dell'atmosfera. La sua prima pubblicazione riguardo alle zone climatiche del mondo basate su degli intervalli di temperatura apparve nel 1884. La prima versione completa della classificazione apparve nel 1918 e, dopo alcune migliorie, la versione finale fu pubblicata nel 1936.
Köppen cooperò con il climatologo tedesco Rudolf Geiger per produrre un'opera in cinque volumi, Handbuch der Klimatologie (Manuale di Climatologia). Questo non fu mai completato, ma varie parti furono pubblicate, di cui tre scritte da Köppen stesso. Fu anche coautore del primo Atlante delle nubi, pubblicato nel 1890.
Fu anche un sostenitore dell'esperanto, lingua nella quale tradusse molte delle sue pubblicazioni.

## Vita privata
Nel 1876 sposò Marie Elisabeth Louise Sophie Josephe Wehmeier (1855-1939) ed ebbe cinque figli, Otto Georg Alexander (1877-1894), Maximilian Theodor Hermann (1879-1919), Aline Alwine Alexandrine (1884-1976) e Else Elisabeth Natalie (1892-1992). Else sposò il suo amico e studente, il geologo Alfred Wegener (1880-1930) che teorizzò la deriva dei continenti. Alfred ed Else ebbero tre figli: Hilde (1914-1936), Sophie "Käte" (1918-2012) e Hanna Charlotte "Lotte" (1920-1989). Lotte sposò nel 1938 il famoso alpinista e avventuriero austriaco Heinrich Harrer, mentre nel 1939 Käte sposò Siegfried Uiberreither, gauleiter nazista austriaco della Stiria dal 1938 al 1945.
È stato sepolto nel cimitero di Sankt-Peter a Graz in Austria.